# Zell am Moos
Zell am Moos là một đô thị thuộc huyện Vöcklabruck thuộc bang Oberösterreich, Áo. Đô thị Zell am Moos có diện tích 25 km², dân số thời điểm năm 2006 là 1498 người.